# Fernando Sor
Fernando Sor (1778. február 14. – 1839. július 10.) spanyol gitárművész és zeneszerző. A bécsi klasszicizmus egyik legkiválóbb gitárművészeként tartják számon. Spanyolországban „A gitár Beethovenjének” is nevezik.

## Művei
- Op. 1, 6 Divertimento (18??)
- Op. 2, 6 Divertimento (18??)
- Op. 3, Változatos Téma és Menüett (18??)
- Op. 4, Fantázia (18??)
- Op. 5, 6 Rövid Darab (18??)
- Op. 6, 12 Etűd (18??)
- Op. 7, Fantázia (18??)
- Op. 8, 6 Divertimento (18??)
- Op. 9, Bevezető és Variációk a "A varázsfuvola"  (Mozart) témájából (1821)
- Op. 10, Fantázia (18??)
- Op. 11, 2 Változatos Téma és 12 Menüett (18??)
- Op. 12, Fantázia (18??)
- Op. 13, 6 Divertimento (1819)
- Op. 14, Nagy Szóló  (1822)
- Op. 15a, " Spanyol tréfák" és egy Menüett (1810/22)
- Op. 15b, C-dúr Szonáta (1810/22)
- Op. 15c, C-dúr Változatos Téma (1810/22)
- Op. 16, Bevezető, Téma, és Variációk a "Nel Cor Più Non Mi Sento"-ra (Paisiello) (18??)
- Op. 17, 6 Keringő (18??)
- Op. 18, 6 Keringő (18??)
- Op. 19, 6 Ária a "A varázsfuvolaból" (18??)
- Op. 20, Bevezető és Változatos Téma (18??)
- Op. 21, "Isten veled!" (18??)
- Op. 22, Nagy Szonáta (1825)
- Op. 23, Divertimento (1825)
- Op. 24, 8 Rövid Darab (1825)
- Op. 25, Nagy Szonáta (1827)
- Op. 26, Bevezető és Variációk a "Que Ne Suis-je La Fougère!"-re (1827)
- Op. 27, Bevezető és Variációk a "Gentil Houssard"-ra (1827)
- Op. 28, Bevezető és Variációk a "Marlbrough S'en Va-t-en Guerre"-re (1827)
- Op. 29, 12 Etűd (18??)
- Op. 30, Fantázia és Gyönyörű Variációk (1828)
- Op. 31, 24 Haladó Darab Kezdőknek (18??)
- Op. 32, 6 Rövid Darab (18??)
- Op. 33, 3 Darab (1828)
- Op. 34, "A Buzdítás"; Duett (1828)
- Op. 35, 24 Gyakorlat (1828)
- Op. 36, Nem használt)
- Op. 37, Szerenád (18??)
- Op. 38, Divertimento; Duett (1830)
- Op. 39, 6 Keringő; Duett (1830)
- Op. 40, Fantázia és Variációk (egy Skót ária) (18??)
- Op. 41, "A Két Barát"; Duett (1830)
- Op. 42, 6 Rövid Darab (18??)
- Op. 43, "Az Én Bosszúm"; 6 Semmiség (18??)
- Op. 44a, 24 Etűd (18??)
- Op. 44b, 6 Könnyű Keringő; Duett (1831)
- Op. 45, 6 Darab (18??)
- Op. 46, "Emlékezés a Barátságra" (1831)
- Op. 47, 6 Rövid Darab (1832)
- Op. 48, "Hogyan Szeretnéd?"; Rondó (1832)
- Op. 49, Hadi Divertimento; Duett (1832)
- Op. 50, "A Csend" (1832)
- Op. 51, "Egy Jó Órában"; 6 Keringő (1832)
- Op. 52, "Falusi" Fantázia (18??)
- Op. 53, "Az Első Lépés"; Duett (1832)
- Op. 54a, Koncertdarab (1832)
- Op. 54b, Fantázia; Duett (18??)
- Op. 55, 3 Könnyű Duett (18??)
- Op. 56, "Egy Este Berlinben" (18??)
- Op. 57, 6 Keringő és egy Galopp (1834)
- Op. 58, Könnyű Fantázia (18??)
- Op. 59, Gyászos Fantázia (18??)
- Op. 60, 25 Haladó Etűd (18??)
- Op. 61, 3 Könnyű Duett (1837)
- Op. 62, Divertimento; Duett (1838)
- Op. 63, "Oroszországi Emlékek"; Duett (18??)